# Сесил ван Ханен
Сесил ван Ханен (хол. Cecil van Haanen; Беч, 3. новембар 1844 — Беч, 24. септембар 1914) је био холандски сликар портрета и жанра рођен у Бечу, чији је значајан рад био усредсређен на Венецију.

## Живот, образовање и стваралаштво
Ван Ханен је био син пејзажног сликара Ремигијуса Адријануса Ханена (1812–1894) и Емилије Мајер фон Алсо-Русбах. Рано уметничко образовање стекао је од оца и од Фридриха Шилхера, а од априла 1854. школовао се у предшколској установи Бечке академије код Петера Јохана Непомука Гајгера. 
Похађао је Академију у Карлсруеу од 1863. до 1865. године, где су му предавали Лудвиг де Кудре и Јохан Вилхелм Ширмер. Касније је примљен у школу сликарства Карла фон Пилотија у Минхену, где му је предавао Херман Аншуц, и где се спријатељио са сликаром Вилхелмом Лајблом. 
Године 1866. преселио се у Антверпен где је остао шест година. Овде га је подучавао Јозеф Ван Лериус, који га је упознао са историјом и сликарством портрета, и жанровским сликарством које је постало значајан фокус његовог каснијег сликарства у Венецији. Иако је од 1873. углавном живео у Венецији, провео је време у Лондону радећи као илустратор часописа. 
Сесил ван Ханен је умро 1914. у Бечу и сахрањен је на Средишњем бечком гробљу.